# Pisione crassa
Pisione crassa är en ringmaskart som beskrevs av Yamanishi 1976. Pisione crassa ingår i släktet Pisione och familjen Pisionidae. Inga underarter finns listade i Catalogue of Life.